# SAT Airlines (Kazachstan)
SAT Airlines was een Kazachse luchtvaartmaatschappij met haar thuisbasis in Almaty. De maatschappij werd hernoemd naar Jet Airlines.

## Geschiedenis
SAT Airlines werd in 2005 opgericht als de private opvolger van Air Kazakhstan.

## Vloot
De vloot van SAT Airlines bestond in februari 2007 uit:
- 2 Tupolev TU-134A